# Erik Rapp
Erik Magnus Rapp, född 6 juli 1996 i Leksand, är en svensk sångare, känd under artistnamnen Erik Rapp och Privat.
År 2009, då Rapp var tretton år gammal, deltog han i My Camp Rock 2009, en tävling där ungdomar från Sverige, Danmark och Norge skulle tolka låtar från filmen Camp Rock från 2008.
Rapp deltog i Lilla Melodifestivalen 2011. I juryn satt Christer Björkman, Molly Sandén och koreografen Tine Matulessy. Rapp vann finalen med låten "Faller" och fick representera Sverige i Junior Eurovision Song Contest 2011 som hölls i Jerevan i Armenien. I finalen placerade sig Rapp på nionde plats. Under juni månad år 2013 var Rapp på audition för TV4:s talangprogram Idol 2013 där han tog sig vidare från kvalveckan till veckofinalerna. Den 29 november 2013 blev Erik utröstad i semifinalen.
I januari 2014 släppte Rapp singeln "Wild" som gick in på Svensktoppen 16 februari 2014. Singeln ''Available'' släpptes den 7 augusti 2015 av Universal Music.
Rapp skrev samt sjöng på den tyska producent-duon Kilian & Jo's singel ”Suburbia”, som gavs ut den 5 augusti 2016 och som var en av 2016 års mest spelade låtar på P3 samt sålde platina i Sverige.
I januari 2017 släppte Rapp 4-spårs EPn ”Lovers EP” som han skrivit ihop med HYENA och Joel Sjöö.
Rapp ger sedan 2019 även ut musik på svenska under artistnamnet Privat, där han också skriver och producerar musiken. Privats första släpp ”Noll” gavs ut 3 juni 2019 och singeln ”Kropp och Liv” släpptes 28 juni.